# Paspalum ceresia
Paspalum ceresia är en gräsart som först beskrevs av Carl Ernst Otto Kuntze, och fick sitt nu gällande namn av Mary Agnes Chase. Paspalum ceresia ingår i släktet tvillinghirser, och familjen gräs. Inga underarter finns listade i Catalogue of Life.